# Gil Gerard
Gilbert C. "Gil" Gerard, född 23 januari 1943 i Little Rock, Arkansas, är en amerikansk skådespelare som för många främst är känd för sin tolkning av Buck Rogers i serien Buck Rogers in the 25th Century. Gerard var gift med skådespelaren Connie Sellecca åren 1979–1987.

## Filmografi i urval
- 1965 - Våra bästa år (TV-serie)
- 1976 - Baretta (TV-serie)
- 1977 - Haveriplats: Bermudatriangeln
- 1977 - Lilla huset på prärien (TV-serie)
- 1978 - Killing Stone (TV-film)
- 1979-1981 - Buck Rogers in the 25th Century (TV-serie)
- 1986-1987 - Sidekicks (TV-serie)
- 1989 - Änglar i vitt (TV-serie)